# New スーパーマリオブラザーズ 2
『New スーパーマリオブラザーズ 2』（ニュー スーパーマリオブラザーズ ツー、New Super Mario Bros. 2）は、任天堂から2012年7月28日に発売されたニンテンドー3DS用ゲームソフト。2012年10月2日より有料追加パックの配信も行われた。

## 概要
スーパーマリオシリーズの1つであり、正当な続編ということでタイトルには「2」とついているが、Wiiの『New スーパーマリオブラザーズ Wii』も含めると『New スーパーマリオブラザーズ』のシリーズ作品としては3作目となる。
2012年4月21日のNintendo Direct 2012.4.21で正式発表された。また、本作よりパッケージソフトとダウンロード販売の併売を開始した。
2012年6月22日のNintendo Direct 2012.6.22で国内の発売日と価格が発表された。ニンテンドー3DS LL本体と同時発売となる。6月22日にパッケージ版の予約が開始され、ダウンロード版についても7月20日に詳細が発表された。11月15日には、特別仕様のニンテンドー3DS LL本体にダウンロード版「New スーパーマリオブラザーズ 2」が保存されたメモリーカードを同梱した、『ニンテンドー3DS LL New スーパーマリオブラザーズ 2 パック』が発売。
2014年7月1日から8月31日までの期間中、ニンテンドー3DS LLの購入者を対象に『New スーパーマリオブラザーズ 2 ゴールドエディション』（New SUPER MARIO BROS. 2 Gold Edition）を無料でダウンロードできる「ニンテンドー3DS LL 月替わりオススメソフトキャンペーン」が実施された。この『ゴールドエディション』は、追加パック（後述）全10パックが最初から入っている特別仕様である。タイトル画面も通常版と異なるが、ゲーム内容は変わらない。
2016年12月15日には、ニンテンドー2DS本体にダウンロード版「New スーパーマリオブラザーズ 2」が保存されたメモリーカードを同梱した、『スーパーマリオパック ホワイト×イエロー』が発売。

## システム
今作ではコイン100万枚を集めるのがテーマとなっている。過去作ではなかったコインの累計獲得枚数が記録される。それを目指すためには繰り返しプレイすることが求められる。累計獲得枚数が100万枚に達すると、タイトル画面の真ん中にゴールドマリオの銅像が現れる。さらに、コインをカウンターストップ（999万9999枚）まで集めると銅像がしろしっぽマリオに変わる。
過去作に比べると断然コインが入手しやすいシステムになっており、ゴールドマリオやゴールドブロック、ゴールドリングなどのコインが大量に手に入るパワーアップや仕掛けが新たに登場している。
マップ画面は、『New スーパーマリオブラザーズ』と同じように簡素なマップになっている。
今作のセーブは塔や城のコースをクリアすることに加え、1作目と同じように看板でスターコインを使うことでもセーブできる。また、前作と同じようにポーズメニューの中断セーブで、ゲームを一時中断することができる（再開すると中断データは消える）。エンディングを迎えた後はポーズメニューが通常のセーブに変わり、いつでもセーブをすることができる。
BGMは2作目からの流用・アレンジも多いが、システムは1作目のものをバージョンアップさせたものが多い。

### ゲームモード

#### ひとりであそぶ
クッパにさらわれたピーチ姫を救い出す1人用モード。1人プレイでは基本的にマリオを操作するが、エンディングを迎えたファイルでLボタンとRボタンを同時に押しながら選択すると、1人プレイでもルイージで操作することができる。ファイルには様々なポイントで星が追加され、一度もアシストブロックが出現していない状態ならば光るエフェクトもついている。

#### ふたりであそぶ
ローカルプレイ（ソフトは2本必要）で、マリオとルイージによる2人同時プレイのモード。獲得コインが1人プレイ時の2倍になるほか、『New スーパーマリオブラザーズ Wii』同様に同時ヒップドロップ、シャボンといった専用アクションがある。また、残り人数は2人で1人分になっており、2人一緒にミスした時に1人減るようになっている。そのため、片方がミスをしても、もう片方が生き残っていれば、残り人数は減らない。
2人プレイではマリオを選んだプレイヤーのセーブデータが使用され、1人用モードと同じ方法でセーブできる。ルイージを選んだプレイヤーは、獲得したコインのみセーブされる。

#### コインラッシュモード
ランダムで選ばれた3コースを連続でプレイし、獲得したコインの枚数を競う（すれちがい通信、いつの間に通信対応）。また、最低でもw1ステージをクリアしないと出てこないモードとなっている。
制限時間が50〜100カウントになっているため、通常より短い時間内にできるだけコインを集めつつ、ゴールを目指さなければならない。このモードではコインを100枚集めても残り人数は増えず、1回でもミスをした時点でチャレンジ終了となる。敵を倒して「コンボ」を繋ぐことでその都度ボーナスコインを獲得でき、1UPの条件を満たすとコイン50枚が加算されるため、無限1UPを応用してコインを増やすことも可能。また、スタート時はスーパーマリオかしろしっぽマリオどちらかの状態で始めることができる。
ゴールポールで頂点についてゴールすることで、それまでに獲得したコインが2倍になるため、好記録を狙うためには時間内のゴールが必須である。3コース目は塔か城になり、ボスを倒せば無条件で獲得コインが2倍になる。
ノーミスで3コースを連続でクリアすると、プレイしたコースと獲得コインをセーブすることができる。自分の記録をセーブできるのは1つだけだが、セーブすれば以前セーブしたときと同じ内容でプレイできる。
すれちがい通信を使い、すれちがった相手とコインラッシュの記録を交換することができる。相手のデータに挑戦することができ（追加パックのデータの場合は、その追加パックを持っていないと挑戦できない）、相手のコイン獲得数を上回ると「Winコイン」（コイン累計枚数に1000枚加算）が手に入る（同数の場合は手に入らない）。
追加パックで獲得したコインをいつの間に通信でデータを送信することで、公式サイトにランキングが登録され、上位5位まで載せられる。以前は「きろくにチャレンジ!」の追加パックのみ対応されていたが、第4弾の配信より全ての追加パックにランキングに対応した。いつの間に通信を行うには、追加パックでプレイした内容をセーブする必要がある（セーブしないと獲得したコインが記録されず、データを送信することはできない）。
最初に遊べるコースは少ないが、本編でワールドをクリアすることで選べるパックなどが増えてくる。
ワールド6のクッパを倒すと、ゴールドフラワーがストックされるようになる。ただし、ストックできるのはスーパーマリオの状態で始めたときのみ。
1回のプレイで稼げるコインは最大30000枚で、それ以上取ってもカウンターストップする。なお、すれちがい通信で相手の獲得コインが30000枚の場合、Winコインが貰えない。

##### 追加パック
2012年10月2日より有料の追加パックの配信が始まり、第1弾として3つのパックが配信された。購入時には追加パックを購入するためのショップボタンがない状態であるが、お知らせリストで追加パックのお知らせを受け取ることで追加され、そこから追加パックを購入できる。
10月25日には第2弾として2つ、11月27日には無料追加パックとして1つ、12月5日には第3弾として2つ、12月21日には第4弾として2つの追加パックが配信開始された。追加パックの新規配信は第4弾をもって終了となった。
各追加パックのコースは3コースになっており、通常のパックとは違ってプレイするコースは固定されており、同じ順番でクリアしていく。また、3コース目は城ではなく特殊なコースになっており、ボスがいないので1・2コース目と同じくゴールポールの頂点に捕まってゴールしないと、獲得コインを2倍にすることができない。

### 変身
スーパーキノコ
小さい状態で取ると体が大きくなり、スーパーマリオに変身する。ジャンプやヒップドロップをすることでレンガブロックを壊すことができる。ダメージを受けるとちびマリオに戻る。
ファイアフラワー
取ると白いシャツに赤いオーバーオールのファイアマリオに変身し、ファイアボールを投げられるようになる。ファイアボールで敵を倒すとコインが出てくる。ダメージを受けるとスーパーマリオになる。
1作目ではストックの優先順位がマメキノコより下だったが、今作ではマメキノコからファイアフラワーに上書き可能である。
ゴールドフラワー
取ると全身が金色のゴールドマリオになり、ゴールドボールを投げられるようになる。投げたボールがレンガブロックに当たると全てコインになり（ハテナブロックなど中身が入っている物は中身が出る）、敵を倒すとコインを獲得できる。
ゴールドボールはファイアボールより強力で、壁などに当たると爆風が広がり、爆風に入った敵をすべて倒せる（一度に倒した敵の数で獲得コイン数も変化）。ファイアボールが効かない敵をほぼ倒せるようになり、仕掛けの一部を壊すこともでき、ファイアボールを数発当ててダメージを与えるボスにも1発当てるだけでダメージを与えることができる。
変身効果はコースをクリアするまで、ダメージを受けないかぎり、継続する。ゴールドマリオの状態でゴールポールに掴まると、コインを獲得できる。コースクリア後はファイアマリオになるが、ダメージを受けるとスーパーマリオになる。変身している間は巨大キノコ以外のパワーアップアイテムを取ってもストックされるようになるため、パワーアップを切り替えることはできない。
コインラッシュモードにて一部を覗いて通常状態のマリオでプレイするとストックアイテムとして出てくる。
なお、ルイージが取ると全身が銀色のシルバールイージになるが、効果はマリオと同じ。今作初登場。
星印のキノピオの家に行って、そこでストックすることで全コースで使えるようになる。また、大砲コースやレインボーコースで赤コインを集めることでもストック可能。
スーパーこのは
取るとしっぽマリオになり、しっぽ攻撃と落下中にゆっくり降りることができたり、Pメーターをダッシュで溜めることで、一定時間空を飛ぶことができたりする。空を飛ぶ操作とゆっくり降りる操作はボタン押しっぱなしに変更され、『スーパーマリオブラザーズ3』のように連打する必要がなくなったという点で、『スーパーマリオワールド』のマントマリオに似ている。空を飛び続けていると次第にPメーターが減っていき、ゼロになると飛べなくなるが、一度地面に着地することでメーターが最多になって、再度空を飛ぶことができる。
また、『スーパーマリオ 3Dランド』ではタヌキマリオになる。ダメージを受けるとスーパーマリオになる。
なお、ルイージが取ると耳やしっぽがキツネのものになる。
巨大キノコ
取ると体がさらに大きくなり、巨大マリオに変身する。敵を体当たりでなぎ倒したり、土管も壊しながら突き進むことができる（ただし、一部を除いて入れる土管も壊してしまうと、その土管は入れなくなる）。
今作では1作目と違い、効果が切れた後に出現する1UPキノコのゲージがない。また、1作目ではキノピオの家でストックされるようになっていたが、今作では特定のコースでしか変身できないため、ストックすることはできない。
2人プレイ時、巨大化時にもう一方のプレイヤーにぶつかると1作目ではダメージを受けるだけだったが、今作では画面外に弾き出され、コイン2倍のボーナスが解除されてしまう。ただしミスではないので、数秒後にパワーアップを維持したままシャボンに入って復帰する。
マメキノコ
レギュラーアイテム以外でこのシリーズで唯一続けて登場するアイテム。取ると体が縮み、マメマリオに変身する。ジャンプしたときの滞空時間が長くなり、水上を走り抜けられるようになる。また、通常のマリオでは入れない小さな土管を通り抜けることができる。
『Wii』と同じように、変身中は声が高くなって、コウラなどを持つこともできる。ただし、マメマリオの状態でダメージを受けると、通常時のちびマリオ同様にミスとなる。
スーパースター
取ると一定時間体が虹色に輝き、無敵マリオに変身できる。また、通常の状態よりもダッシュの速度が数倍速くなり、ジャンプも回転ジャンプになる。無敵状態で敵を8匹以上倒すと、それ以降は1UPする。
通常はストックできないが、条件を満たすと行ける特別なキノピオの家ではストックすることができる。
無敵このは
アシストブロック（後述）から手に入る。取るとしろしっぽマリオに変身する。通常時のしっぽマリオの能力とスーパースターの無敵効果を同時に得られるが、無敵効果はスーパースターとは違い時間制限無しで、落下ミスやタイムアップによるミスをしないかぎり効果は継続する（ただし、連続1UPはできない）。このほかにも、Pメーターが通常より早く満タンになったり、マメマリオと同じように水上を走り抜けたりすることができるようになる。
コースをクリアすると通常のしっぽマリオになる。スーパースターを取ると、しろしっぽマリオの状態で無敵マリオに変身する。
コインラッシュモードでは通常状態かしろしっぽ状態かを選択することができる。

### アイテム
パワーアップアイテムは1作目と同じようにステージ中で変身中で取ると1つストックできる。『スーパーマリオ 3Dランド』のように、スーパーマリオから上の変身で別のパワーアップアイテムを取ると、そのパワーアップで使っていたアイテムがストックされるようになり、状況に応じてパワーアップを切り替えるようなことができる。

## ストーリー
ピーチ城に遊びにきたマリオとルイージは、ピーチ姫と冒険の花を咲かせたあと、ピーチ姫に見送られて、空のコインを夢中で集めに行く。ところが、休憩しようと地面に降りたところへ、クッパの手下たちが乗ったクッパクラウンが現れ、ピーチ姫をさらってしまう。マリオとルイージはピーチ姫を救うため、新たな冒険に出る。

## キャラクター

### 主要キャラクター
マリオ
主人公。今回もさまざまなアクションを駆使しながら、さらわれたピーチ姫を救いに新たな冒険へ旅立つ。
ルイージ
マリオの弟。「ふたりであそぶ」のモードではマリオとともに協力しながら、新たな冒険へ出発する。「ひとりであそぶ」では6-城をクリアしたファイルで、特定のコマンドを押しながら選択（先述）するとプレイできる。
ピーチ姫
キノコ王国を統治する姫。今回もいつものように、ことごとくクッパたちにさらわれてしまう。

### 味方キャラクター
キノピオ
ピーチ姫に仕えるお守り役。キノピオの家では、様々なアイテム（必ず3つ）がある家、1UPキノコが貰える家、ゴールドフラワーおよびスーパースターが貰える家がある。なお、キノピオの家では踏むことが可能。

### 敵キャラクター
クッパ
マリオの宿敵。今回もこりずにピーチ姫をさらおうと企む。本作でも、別人だが骨クッパも隠れボスとして登場する。ただし今作では、クッパJr.は登場はしない。
クッパの手下たち（クッパ7人衆）
今回ピーチ姫をさらった張本人。前作『New スーパーマリオブラザーズ Wii』に続いて登場し、総称は「クッパの手下たち」とのみ表記されている。今作では7人全員がクッパクラウンに乗り込んでマリオの行く手をはばんでくる。今回で戦う順番はロイ、イギー、ラリー、ウェンディ、モートン、レミー、ルドウィッグ。なお、ラリーとレミーは順番が前後する可能性があり、進め方によっては戦わずにクリアすることもできる。
ブイブイ
塔のボスとして戦う恐竜。『スーパーマリオワールド』以来となる登場で、BGMも『スーパーマリオワールド』でブイブイと戦うときのものがアレンジされている。一度地響きを起こすと、下の橋が蜃気楼のように消えていく。

## 開発

### 音楽
作曲・編曲はサウンドディレクターでもある永田権太。今作の音楽は、過去にリリースしているシリーズから編曲しているものが多く、以下に出典を挙げる。
- タイトル：『New スーパーマリオブラザーズ Wii』タイトル
- WORLD1マップBGM：『New スーパーマリオブラザーズ Wii』WORLD1マップBGM
- WORLD2マップBGM：『New スーパーマリオブラザーズ Wii』WORLD2マップBGM
- WORLD3マップBGM：『New スーパーマリオブラザーズ Wii』WORLD4マップBGM
- WORLD4マップBGM：『New スーパーマリオブラザーズ Wii』WORLD3マップBGM
- WORLD5マップBGM：『New スーパーマリオブラザーズ Wii』WORLD7マップBGM
- WORLD6マップBGM：『New スーパーマリオブラザーズ Wii』WORLD8マップBGM
- 地上面：『New スーパーマリオブラザーズ』地上BGM
- 地下面：『スーパーマリオブラザーズ（FC）』地下BGM
- アスレチック面：『New スーパーマリオブラザーズ』アスレチックBGM（この他に各ワールドには独特のBGMもあるが、それらも過去の作品の曲もある）
- キノピオの家（緑）：『スーパーマリオブラザーズ』地上BGM
- キノピオの家（赤・スター）：『スーパーマリオブラザーズ3（FC）』キノピオの家BGM
- ブイブイ戦：『スーパーマリオワールド（SFC）』ブイブイ戦BGM
- 城：『New スーパーマリオブラザーズ Wii』城BGM